# Goutte (toponyme)
| Toponymes très usités du Massif Vosgien |                   |
| Langue romane                           | Langue germanique |
| Goutte                                  | Runz              |
| Variantes :                             | Variantes :       |
| Suisse, Savoie: Gottaz, Gottex, Gotto   | Baechle           |

Le toponyme roman Goutte est attesté dans le Massif des Vosges, en Savoie, dans le département du Rhône, dans le Forez et en Suisse romande. Dans les Vosges, il est particulièrement usité dans sa partie méridionale romane (départements du Territoire de Belfort, de la Haute-Saône, des Vosges). Les gouttes sont des petits affluents, du ruisselet temporaire, asséché en été jusqu'au petit torrent permanent. En zone arpitane comme dans les Hautes-Vosges, la goutte est un petit ruisseau qui coule quasiment goutte à goutte en dehors des périodes de fonte des neiges. La goutte désigne aussi la petite source à l’origine du ruissellement dans le vallon,. En forézien, il prend également le sens de pré un peu humide,,.
De ce fait, un toponyme en -goutte dans les Hautes-Vosges comme dans la Marche est très lié, voire dépendant d'un toponyme en -ru / -rupt (« ruisseau »),.

## Étymologie
L'appellatif toponymique goutte constitue un emploi régional spécifique du vocable commun goutte (cf. goutte d’eau). En effet, dans certaines langues et certains dialectes comme le francoprovençal gote ou l'ancien occitan gota, il a le sens plus général « de filet d'eau > petite source », de même en dialecte vosgien.
En ancien français le substantif goutte est attesté pour la première fois au Xe siècle sous la forme gute « petite quantité de liquide qui prend une forme sphérique ». Il est issu du latin gutta « goutte d’un liquide, petite partie de quelque chose »,.

## Formes patoises
Dans la toponymie des Vosges, l'appellatif Goutte, -goutte est la forme phonétiquement francisée du terme du patois vosgien gotte. Comme en français, avec des nuances, et dans certains dialectes d’oïl, il a aussi le sens de « peu » ou « quasiment rien » ainsi dans l'expression n'mi vore gotte » (n'y voir goutte). Dans son dictionnaire des patois lorrains du nord-est, Léon Zéliqzon donne les mêmes significations liées à « l'eau-de-vie », « au bref instant », mais il rajoute « le saindoux ». En outre, il atteste du terme dérivé goté pour désigner une flaque d'eau ou un lieu humide dans un terrain. ce vocable est usité dans les patois non montagnard.
Sur les cartes topographiques, on lit néanmoins toujours la forme goutte.
En francoprovençal, le terme récurrent est également got(t)e, d'où la formation de toponymes avec les terminaisons -az, -oz et -ex très spécifiques aux régions arpitanes:
- Gottaz[N 4];
- Gottex[N 5].

De la même manière, on trouve ce mot dans les patois locaux :
- gotto, gouto[13],[N 6];
- gotta[14];
- gottetaz[12];
- gottale[12].

Contrairement aux Vosges, les toponymes issus des termes patoisants apparaissent également sur les cartes officielles sous leur forme originelle sans jamais être francisé en -goutte, Goutte.

## Occurrence et particularité suivant les régions

### Hautes-Vosges
Des trois régions, le massif vosgien est sans conteste le secteur où l'occurrence est la plus élevée. Les Gouttes y prennent un sens élargi. Initialement, la goutte est un ruisseau  de petite taille coulant partiellement dans un terrain marécageux ou tourbeux, donc surtout en amont sur les hauteurs où la pluviométrie est très importante. 
Au départ, le terme désigne donc le tout petit affluent d'un cours d'eau de fond de vallée, puis avec le temps, il a été donné à tout le cours d’eau. 
La goutte finit également par désigner l'ensemble du vallon perpendiculaire à la vallée centrale,. 
Les gouttes vosgiennes, ruisseaux ou hydronymes, se concentrent souvent dans les parties d'amont où elles alimentent le bassin de réception d'un cours d'eau qui débouche sur une rivière collectrice. Par exemple, l'entonnoir de réception sur le versant occidental du Ballon d'Alsace (1 247 m) jusqu'au Ballon de Servance (1 216 m) par les cols du Ballon du Stalon, du Beurey et du Luthier alimente en eau le ruisseau de Presles qui se jette dans la rivière collectrice qui est à cet endroit la Moselle. Cet entonnoir de réception est alimenté par les gouttes du Stalon, du Glisseux, des Ails, de la Jumenterie, du Petit Creux et de la Fons Goutte. La même chose est visible sur le versant germanophone; Sur les pentes du Jungfrauenkopf (1 268 m), le bassin de réception est alimenté par le Steinlebachrunz, le Jungfrauenrunz, le Hirsengrabenrunz, le Rehgrabenrunz et le Klinzrunz. 

#### Localisation limitée aux hautes vallées
L'extension géographique des gouttes est très réduite dans le massif vosgien; elle se limite aux hautes vallées de la Vologne, de la Cleurie, de la Moselotte, de la Moselle, de la Meurthe, c'est-à-dire entre la vallée de la Vologne, ainsi que la partie du massif qui s'étend en Franche-Comté (et notamment, la haute vallée de la Savoureuse). Le toponyme en goutte n'entre pas en concurrence avec celui de la basse que l'on rencontre surtout dans les Vosges gréseuses. De plus, une basse peut être sèche. Les deux termes peuvent également cohabiter dans les Vosges. 
Les régions concernées sont: 
- Bussang;
- Corcieux;
- Cornimont;
- Gérardmer;
- La Bresse;
- Vagney;
- Salm-en-Vosges;
- Les vallées vosgiennes d'Alsace.

#### La frontière linguistique: équivalents germanophones
Dans le Massif du Grand Ventron qui se trouve sur la frontière linguistique, le passage entre les gouttes et les Runz est très apparent. 
Côté roman vosgien, on trouve : 
- Goutte de la Grande Basse;
- Goutte du Pourri Faing;
- Goutte des Blancs Murgers.
- Goutte du Grand Rupt des Eaux
- Goutte des Echarges
- Goutte de Plaine Faigne

Côté germanophone alsacien, on observe: 
- Hinter/Vorder Bocklochrunz;
- Gross/Klein Hasenlochrunz;
- Tieferunz;
- Heidelbeerenlochrunz;
- Frenzlochrunz.

La zone d'extension des toponymes en « goutte » fait la transitioncomme pour de nombreux toponymes vosgiens avec les toponymes germaniques de l'Alsace voisine. Dans les hautes vallées alsaciennes ayant une histoire ethnologique et administrative à cheval entre la Lorraine et l'Alsace, on trouve des régions sur le flanc est du massif vosgien dont la toponymie est romane en terres germanophones. 
Il y a souvent une similitude topographique entre les deux versants : le terrain est perçu et décrit de la même manière, c'est seulement la langue des mots qui changent. Le massif vosgien n'est pas dichotomique ; il sert de transition entre le monde germanique et le monde roman.
Pour désigner les vallons perpendiculaires, avec plus ou moins l'accent sur le ruisseau ou pas, on  obtient géographiquement un dégradé d'ouest en est avec les premières pentes des Vosges gréseuses habituées aux basses, puis les gouttes des hautes vallées granitiques et enfin les Bach (« ruisseau ») et Thal (Tal « vallée ») des zones germanophones.
Il y a en Alsace une forte occurrence de l'appellatif -bach utilisé comme second élément d'un toponyme pour désigner les ruisseaux, petits et grands; il est parallèle à l'emploi de l'appellatif -rupt / Rupt (prononcer [Ry]) et à la -goutte / Goutte du roman. 
Néanmoins, dans les Hautes-Vosges germanophones, on observe la présence d'appellations germaniques plus adaptées à la topographie des lieux qui correspondent au terme roman « goutte ». 
De chaque côté de la crête principale, partiellement frontière linguistique, on recense les termes suivants:
- -runz
- -baechle

L'un et l'autre signifie « petit ruisseau » en langue allemande régionale tout comme son équivalent roman la goutte. Le Bächle est la forme diminutive dialectale du mot allemand Bach designant un ruisseau, il se traduit en français par « ruisselet ». Le terme Runz est également dialectal, propre à l'allemand supérieur ; il désigne un ravin ou le lit d'un ruisseau.

### Suisse romande et Savoie
Le terme est immédiatement associé à un petit cours d'eau, un affluent d'un ruisseau plus important. 
Contrairement aux Vosges où l'on associe le mot d'abord au vallon traversé par la goutte, il est peut-être attribué à un hameau, un pâturage, un lieu-dit ou au cours d'eau lui-même. 
En revanche, dans le Massif jurassien et dans le Neufchâtelois, il prend volontiers le même sens que dans les Vosges, celui de la petite source de surface.